# Subaru Forester
O  Forester é um utilitário desportivo (SUV) compacto da Subaru.
Em 2013, ocorreu a troca da transmissão automática de quatro velocidades por uma transmissão continuamente variável (Câmbio CVT).

## Galeria
- Primeira geração (1997-02)
- Segunda geração (2002-08)
- Terceira geração (2008-13)
- Quarta geração (2013-2018)
- Quinta geração (2018-presente)